# Айшуак-хан
Айшуак-хан (1725—1812) — казахський правитель, хан Молодшого жуза, молодший син Абулхайр-хана.

## Життєпис
Айшуак був султаном і на ханський престол не претендував. 1749 року Нурали-хан відрядив султана Айшуака як заручника до російської Орської фортеці. Наступного року Айшуака замінив п'ятирічний син Нурали-хана. Навесні 1750 року султан Айшуак з казахським загоном здійснив успішний набіг на аральських каракалпаків, що були залежними від Хівинського ханства.
1783 року в Казахстані почалось національно-визвольне повстання під керівництвом Сирима Датули, метою якого було припинення захоплення земель Росією. У 1785—1787 роках султан Айшуак перебував у російському полоні в Уральську. 1797 року Датули вбив хана Єсіма. Однак, не потрапивши до складу ханської ради, був змушений відкочувати до Хіви.
Після вбивства Єсіма в Молодшому жузі почалась боротьба за верховну владу. Оренбурзький генерал-губернатор граф Осип Ігельстром запропонував керівництво Молодшим жузом ханській раді. Рада почала діяти в серпні 1797 року. Колоніальна влада підтримала кандидатуру султана Айшуака, оскільки той був уже старим і влаштовував усіх. Натомість казахська знать в особі султанів бажала обрати ханом султана Каратая. Того ж року султан Айшуак був обраний ханом. Зрештою, його кандидатура влаштувала всіх.